# Syrrhopodon muelleri
Syrrhopodon muelleri là một loài rêu trong họ Calymperaceae. Loài này được Dozy & Molk. Sande Lac. mô tả khoa học đầu tiên năm 1870.